# Bahnhof Genève-Sécheron
Der Bahnhof Genève-Sécheron ist ein zweigleisiger Regionalbahnhof in der schweizerischen Stadt Genf. Er ist vor allem für seine moderne Architektur und für die Nähe zu den Sitzen diverser internationaler Organisationen bekannt. Er wurde zum Fahrplanwechsel am 11. Dezember 2004 dem Verkehr übergeben.

## Lage und Architektur
Der Bahnhof liegt an der Bahnstrecke Lausanne–Genf nördlich des Hauptbahnhofes Genf-Cornavin im Norden der Stadt Genf. Der Name Sécheron weist auf das benachbarte, gleichnamige Quartier hin, welches bis 2013 an der Stelle der ehemaligen Maschinenfabrik SAAS entsteht und eines der grössten städtebaulichen Entwicklungskonzepte der Agglomeration Genf beinhaltet. So soll im Sécheron-Quartier unter anderem der Tabakkonzern Japan Tobacco International seinen neuen Hauptsitz erstellen. Zudem liegt der Bahnhof in unmittelbarer Nähe der Genfer Standorte aller internationalen Organisationen wie der Vereinten Nationen, der Hauptsitze des IKRK, der WTO, des Intergovernmental Panel on Climate Change, des Hochschulinstitut für internationale Studien und Entwicklung oder des Campus Biotech der école polytechnique fédérale de Lausanne (EPFL).
Die Architektur besticht durch eine kühne Stahlkonstruktion in roter Farbe, welche auch die Passarellen beinhaltet. Es existieren zwei Bahnsteiggeleise, wovon jedoch nur das Hauptgleis Anbindung an die Passarelle besitzt. Das Hauptgleis ist die Regionalverkehrsspur Coppet-Genf, an die Fernverkehrs-Doppelspur besteht kein Anschluss. Das zweite, selten genutzte Gleis ist nur per Querung des Hauptgleises erreichbar.

## Bahnbetrieb
Der Bahnhof wird im Viertelstundentakt durch S-Bahnzüge sowohl in Richtung Coppet als auch in Richtung Genève-Cornavin – Annemasse bedient: 
- L 1 Coppet – Genève – Annemasse – Évian-les-Bains
- L 2 Coppet – Genève – Annemasse (Richtungswechsel) – Annecy
- L 3 Coppet – Genève – Annemasse (Richtungswechsel) – Saint-Gervais-les-Bains-Le Fayet
- L 4 Coppet – Genève – Annemasse

## Stadtverkehr
Der Anschluss an den Bahnhof bildet die TPG-Tramlinie 15 sowie die Buslinien 11 und 28.